# 夜戦

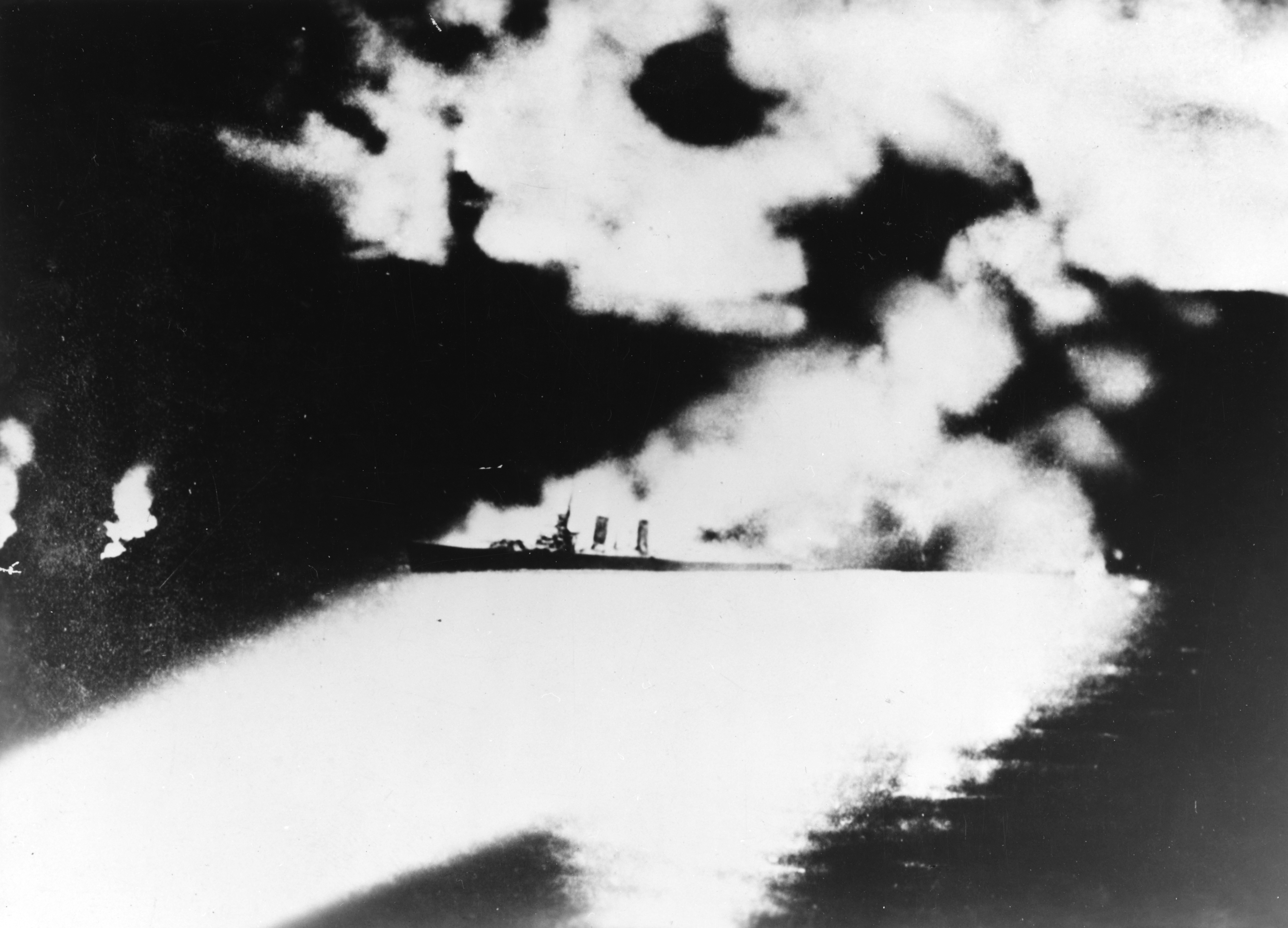
第一次ソロモン海戦における夜戦（探照灯に照らされるアメリカ海軍の重巡洋艦）

夜戦（やせん、英: night combat）は、夜間における作戦・戦闘。夜間戦闘（やかんせんとう）とも。また、夜戦により敵に攻撃を仕掛ける戦術を夜襲（やしゅう、英: night attack・night raid）という。

## 概要

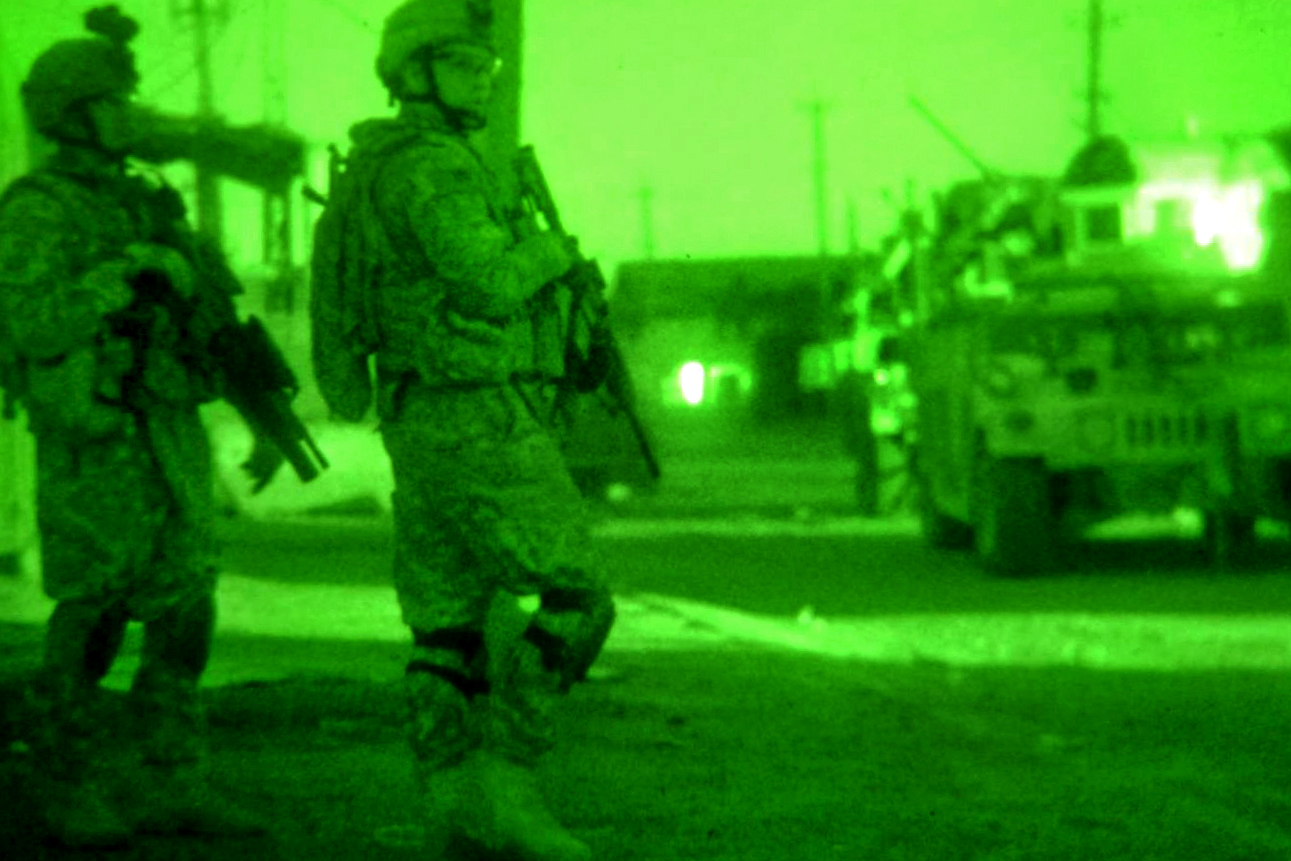
暗視装置により撮影された、夜間警備にあたるアメリカ陸軍部隊

野外が暗くなってから行われる戦いであり、自軍・敵軍とも視界がほとんど得られない環境においての作戦・戦闘行動である。攻撃側から積極的に行われる夜戦を「夜襲」と呼ぶ。「夜討ち」・「夜駆け」も同義である。光熱インフラや探知装置の未発達な前近代においては、夜に敵陣へ攻め込むと守備側は不意を突かれる形になりやすいため、歴史上の夜襲は奇襲となっている例が多い。この近代以前の奇襲となる夜襲は、とくに白兵戦において一方的に有利であるかのようなイメージや、そのために武装や兵力数に劣る側が勝利のチャンスを期待してしばしば行うといったイメージが強いが、例えば暗闇の中での白兵戦を考えたとき、防衛側にとっては“勝手知ったる”自陣営で行われるのに対し、攻撃側にとっては必ずしもそうではないため、クラウゼヴィッツは『戦争論』で、意外に戦術として採られることは少ないと述べている。代わりに、夜明けとともに攻撃を行う、いわゆる「払暁攻撃」がしばしば行われた。
人間は夜行性ではないため、暗闇の中での行動には不慣れである。暗闇の中で視界を得るためには網膜の桿状体が機能することが必要であり（暗順応）、これは暗闇に入ってから30分程度時間がかかる（日中の明るい光に晒され続けた場合は、より時間がかかる場合もある）。桿状体は網膜の周縁部に集中的にあるために、夜間で視力を得るためには対象物から少し視点をずらして見るという特殊な物の見方をする必要がある。また、夜間は暗いため眼の瞳孔が開き、カメラの絞りが開いたときと同じ原理で視力が落ちるといったことも起こる。移動においても、夜間は人間の感覚器官が鈍っているため疲労が蓄積しやすく、また障害物の有無や位置が確認しにくく、誘導が困難なために機動力が著しく低下する。誘導方法は地図、コンパス、GPSなどを用いる点は日中と変わらないが、得られる情報が日中に比べて少ないために意志決定や行動に時間がかかる。
夜間暗視装置（ナイトビジョン）やGPSが非常に発達した現代においても、夜戦は実行部隊にとってストレスの溜まる任務であり、危険度の非常に高いものであることは古来からほとんど変わっていない。それゆえに、防衛側の行う夜間の歩哨任務なども同様の理由で緊張感を強いられる。
また夜間には視認距離が短くなるため長射程兵器の有利が小さくなる上、航空機の運用も大きな制限を受ける。そのため視認距離の長い昼間には敵の長射程兵器や航空戦力に圧倒されるような不利な状況でも、夜に戦闘することで有効に戦える可能性がある。
なお、夜襲（奇襲）は卑怯であると考えられる場合があり、平安時代の日本で起きた保元の乱では、源為朝が夜討ちを献策するが、「皇位継承の争いで夜討ちを行うのは相応しくない」とした藤原頼長が却下したと言われる。これが事実だとすれば、この頼長の配慮が裏目に出て逆に後白河天皇方の夜襲を許したために敗北と自身の戦死を招いたことになる。インドの古代叙事詩『マハーバーラタ』には、敵味方双方の戦争当事者が戦いのルールを定めるにあたって、互いに夜襲はしないといったルールを定める場面があり、伝説であるが、古代においてもこのようなルールが実際に協議で定められたりすることがあったことがうかがえる。

## 夜戦を有利にする要素

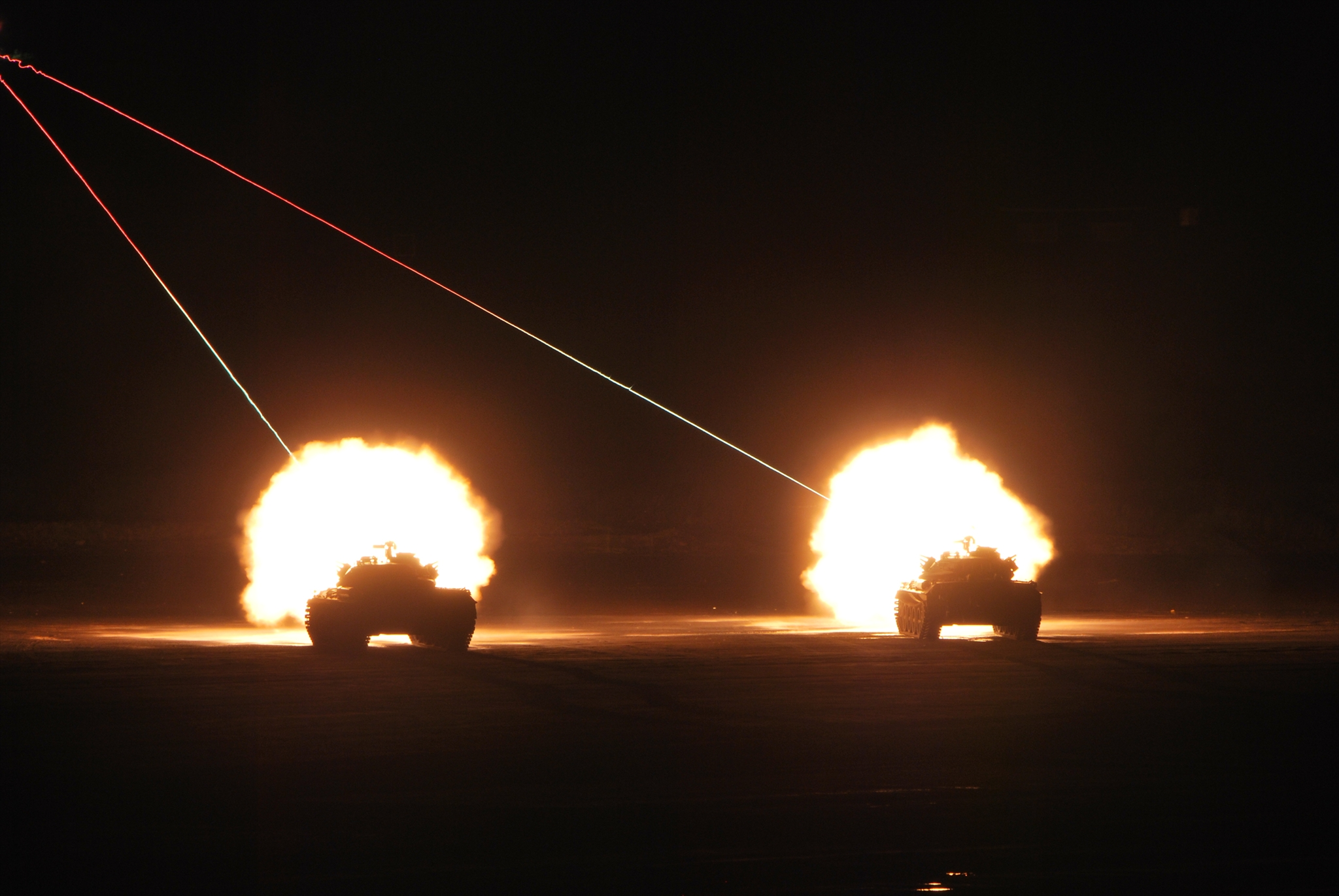
夜間の発射訓練を行う陸上自衛隊74式戦車

夜間上陸の訓練を行う海上自衛隊

敵味方の識別
暗闇の中での作戦・戦闘となるため、敵味方を識別できないと同士討ちが発生する。そのため、意図的に夜戦（夜襲）を行う場合は、敵味方を識別する工夫が求められる。また、隊形を維持することが夜戦においては極めて重要であり、同士討ちを避けるために隊形を堅持して行動し、一度射撃区域を命じられたら絶対に区域外に向けて発砲はせず、射撃区域を横切る場合には合言葉などで敵味方を識別する必要がある。壬申の乱で夜襲を仕掛けたと言われる田辺小隅の軍勢は合言葉で、河越城の戦いで夜襲を仕掛けた北条氏康の軍勢は白布を身に着けて敵味方を区別したとされる。現代の戦闘では、戦闘機や戦車の敵味方識別装置や戦闘服 (ACU) の赤外線チップなどを装備して、昼夜を問わず同士討ちを防いでいる。
隠密行動・灯火管制
夜陰に紛れて作戦行動を行うため、自軍の動きを敵に悟られにくいように、無灯火に近い形で行動をすることがある。厳島の戦いでは、毛利元就の軍勢の夜間移動（厳島への渡航から山越え行軍）でかがり火（松明）を掲げることを禁じ、翌朝の奇襲を成功させている。上泉信綱伝の『訓閲集』（大江家兵法書を戦国風に改めた兵書）の「夜戦」の項目においても、「鉄砲火縄、光りて好まれず」とあり、火縄が燃焼するわずかな光ですら好まれなかった。日本陸軍の歩兵操典等の教範では、夜間に音響・音声を発しないことが求められ、さらに突撃に際しても、昼間とは異なり喚声を発しないこととされた。第二次大戦中の雲南省での日本軍と中国軍・米軍との戦いでは、日本軍の夜襲に対し、陣地の前面に燐剤を撒いて日本兵が忍び寄ってくれば発火・発光するようにする対抗策が取られたという。
小火器などの小型の銃器では、フラッシュサプレッサーといった消炎装置が用いられている。
現在でも夜間に作戦行動をとる部隊の車両には、照明にカバーを付けたり下向きにしたりすることで灯火管制を行う。近年では、赤外線を使った暗視装置への対策（赤外線ステルス）も進められており、日本の陸上自衛隊の10式戦車の車両構造は赤外線対策のために最適化され、赤外線ステルス性が向上しているとされる。
視界（正確な照準）の確保
人工的な光源が松明などに限られていた古来に比べ、サーチライト（探照灯）や照明弾が発明されると夜間戦闘の機会が増え始めた。日露戦争では、ロシア帝国軍は沿岸砲台に備えたサーチライトにて日本海軍を効果的に撃退している（旅順港閉塞作戦）。それでも、暗闇の中で敵を正確に狙うことは容易ではなく、ロシア帝国海軍とオスマン帝国海軍の遭遇戦となったトゥアプセ沖夜戦では、双方とも有効な艦砲射撃はできていない。さらに、第二次世界大戦でレーダーや暗視装置が実用化されると、さらに夜間の作戦行動が容易となった。陸上自衛隊の74式戦車はアクティブ型赤外線暗視装置を、90式戦車はパッシブ式熱線画像装置を搭載し、夜戦での射撃能力を高めている。
第二次世界大戦期には夜戦に特化した戦闘機として夜間戦闘機も多数運用されていたが、レーダーの発達と普及により、現在では昼夜を問わずに戦闘機を運用できるようになったため夜間戦闘機の区分は消滅している。なお、必ずしも夜戦自体は夜間戦闘機・夜戦飛行部隊専任のものではなく、例として日本陸軍（日本陸軍航空部隊）では一般の単座戦闘機にも夜戦のスキルが求められており（操縦者は夜間飛行をこなせてこそ一人前たる「技量甲」の認定を戴く）、実際にも1941年12月時点で敵爆撃機を夜戦確実撃墜した戦果を記録するなど数々の夜間任務を行っている。一方、日本海軍（日本海軍航空隊）では大半の単座戦闘機およびその操縦員には夜戦の技量が無く、また夜間任務自体が例外的なものであり、専用の夜間戦闘機が夜戦に対処していた。

## 主な夜戦の例

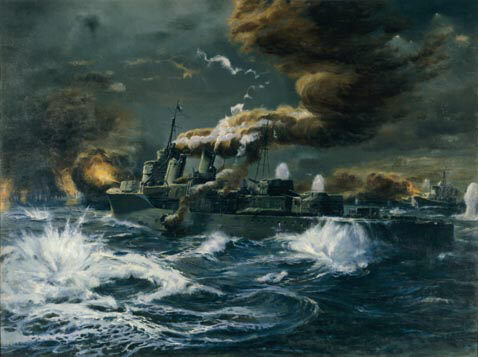
清水良雄『ルンガ沖夜戦』

意図的・偶発的に関わらず夜（日没後）に戦闘が開始された著名な戦いの例を列挙する。
- 西洋古代
  - カタラウヌムの戦い
- 飛鳥時代
  - 壬申の乱 - 倉歴道（くらふのみち）で田辺小隅の軍勢が夜襲を仕掛けたと伝えられる。
- 平安時代
  - 保元の乱
  - 倶利伽羅峠の戦い
  - 三草山の戦い
- 戦国時代
  - 河越城の戦い -  日本三大夜戦（奇襲戦）に数えられる夜戦。別名、河越夜戦。
  - 厳島の戦い - 日本三大夜戦に数えられる戦い。毛利軍は、合戦前夜に灯火管制をして厳島に渡航した。
  - 今山の戦い
  - 木崎原の戦い
  - 手取川の戦い
- アメリカ独立戦争
  - ストーニーポイントの戦い
- 米英戦争
  - ストーニー・クリークの戦い
- 日清戦争
  - 成歓の戦い
  - 威海衛の戦い - 日本海軍水雷艇隊による北洋艦隊の襲撃を描写した『水雷艇の夜襲』という軍歌が後に作られた。
- 日露戦争
  - 遼陽会戦（弓張嶺の夜襲） - 日本陸軍第2師団による師団規模の夜襲。
  - 旅順口攻撃
- 第一次世界大戦
  - ゼーブルッヘ襲撃
  - トゥアプセ沖夜戦 - ロシア帝国海軍艦隊とオスマン帝国海軍艦隊による夜間海戦。
- 第二次ノモンハン事件 - 日本軍が行った機甲部隊による夜襲の例は世界初とされる。
- 第二次世界大戦/太平洋戦争（大東亜戦争）
  - 香港の戦い - 夜襲によってイギリス軍を九龍半島から撤退させた。
  - ソロモン諸島の戦い - ソロモン諸島の戦いでは陸海ともに数多くの夜戦が発生し、中でも17回にも及んだ海戦の内、航空機を用いた第二次ソロモン海戦、南太平洋海戦、レンネル島沖海戦、ビスマルク海海戦を除く海戦は全て夜戦であったため、「12時間ごとに制海権が変わった」とまで言われた。
    - ガダルカナル島の戦い - 第一次総攻撃、第二次総攻撃ともに夜戦であった。ほかにも太平洋での島嶼戦では日本軍守備隊による小規模な夜襲が多数行なわれた。
    - 第一次ソロモン海戦 - 日本海軍を率いた三川軍一は、夜戦は「帝国海軍ノ伝統」と訓辞を出し、探照灯を利用した攻撃により圧勝した。
    - サボ島沖海戦（エスペランス岬沖海戦）
    - ヘンダーソン基地艦砲射撃
    - 第三次ソロモン海戦 - 探照灯を点灯した戦艦2隻が集中砲火を浴びて大破・撃沈されている。
    - ルンガ沖夜戦（タサファロング沖海戦）
    - ビラ・スタンモーア夜戦（ブラケット水道海戦）
    - クラ湾夜戦
    - コロンバンガラ島沖海戦
    - ベラ湾夜戦
    - 第一次ベララベラ海戦
    - 第二次ベララベラ海戦
    - ブーゲンビル島沖海戦
    - セント・ジョージ岬沖海戦

  - マタパン岬沖海戦
  - スリガオ海峡海戦
- 第四次中東戦争
  - ダミエッタ沖海戦
- 湾岸戦争
  - 砂漠の嵐作戦

その他
2001年から始まったアフガニスタンでの対テロ戦争では、潜伏するタリバーンに対する夜間捜索が“夜襲作戦”と呼ばれている。

## その他
- 中国兵法書『六韜』では、寡兵戦闘の際、数の劣勢を確認されないための夜戦を説いた。
- 宋代の兵法書『武経総要』には、嵐の中や闇夜に部隊を導くための磁石「指南魚」を作る方法が記載されており、11世紀以降、夜間戦闘において磁石が用いられたことがわかる。
- 上泉信綱伝の『訓閲集』（大江家兵法書を戦国風に改めた兵書）の「夜戦」の項目には、半弓（短弓）を用いるように記述されており、和弓のような長弓の場合、ものに引っかかる恐れがある。
- 夜戦に限らず、前近代の奇襲戦では、行動の際の音の問題があり、甲冑の音は元より大軍勢で動いた場合、接近音で気づかれるため、雨天に攻める例もみられる（厳島の戦い、夜戦ではないが、桶狭間の戦い）。『訓閲集』の夜戦の項目でも、「大雨、大風、大雪など、古より敵も味方も用心する時なり」と記して、足音が聞こえない状況での注意をしており、「甲冑は着ず、鎖（鎖帷子）を着る」ように記している。武士も初期の履物は革製の貫（つらぬき）、中世では踵の無い草鞋であり、近代期の軍靴のように音が立つものではない。現代の場合、特殊急襲部隊などは人質救出作戦の際に音の立ちにくいタクティカルブーツを使用している。忍術書『万川集海』では「結梯（ゆいはしご）」と呼ばれる忍具が記述されており、梯子の上下2、3尺を菰（コモ、柔らかければ何でもよいと記す）で包み、物音を立てさせない工夫が成されていた。軍馬に関しても、夜戦の際は「枚（ばい）」と呼ばれる口木を咥えさせ、音を立てさせない工夫が成されている[9]。現代兵器の場合、銃器ではサプレッサーがあり、空軍のステルス機や海軍の潜水艦などは静粛性能が求められるが、戦車に関して言えばこれらと比して重量物が地上を走行する都合上、静粛には限界がある。
- 音に限らず、存在を把握される原因としては臭いもあり、例えば女化神社の狐伝承では、武将が火縄の臭いで猟師の存在に気づいた話があり、「火縄は臭うもの」という認識があった。この他にもタバコの喫煙や臭いの強い食料の摂取は、彼我の距離や風向きに応じて、存在を察知される危険性がある。
- 戦国期の日本では、合戦が1か月を超えると大名による食糧支給制に変わるが（後述書 p.189）、夜戦に関しては食料が増配された[10]。すなわち、大名にとって長期戦時に仕掛ける夜戦の食料負担は通常時より大きく、兵の士気（モチベーション）に関わる問題であった。
- 敵側の夜襲の警戒を緩めるための心理的手段としては、間者を用いた流言を繰り返すことが挙げられる。例として、元治元年（1864年）に天狗党が幕軍に仕掛けた下妻の戦い（下妻夜襲）では、間者を用いて「敵兵が小貝川を渡って来襲してきた」と放って警戒を高めさせたが、これを繰り返し再び深夜に「夜襲、夜襲」と呼び回る頃には、幕兵は気にせずに寝てしまった（後述書 p.70）。結果、7月9日午前4時の襲撃に対応し切れず、挟撃された末に敗退している[11]。なお天狗党側には、土地勘に優れ、「目をつぶってもこの地は歩ける」と断言した飯田軍蔵がいたため、夜襲は容易であり、小貝川の浅瀬も熟知していたため、可能な作戦だった（前同 p.69）。
- 前近代では夜戦の際、信仰やジンクスも重視され、常陸江戸氏は戸村城内に勢至菩薩像を安置し、毎月23日に拝礼するようにしていたが、これは、「夜襲の際、支障があるから月よ曇らせたまえ」と祈念した際にたちまち曇り、戦勝を得たことがきっかけで、以後は月天の守護として月待が盛んになったとされる[12]。この伝えは、武将が夜戦の際に月の光程度でも気にしてリスクをできる限り減らそうとしていた話であり、必ずしも新月を選んで襲撃ができたわけではない事実を示している。